# Theodoor Galle
Theodoor o Dirck Galle (Anversa, 16 luglio 1571  (battezzato) – Anversa, 18 dicembre 1633  (sepolto)) è stato un incisore, disegnatore, illustratore ed editore fiammingo.

## Biografia

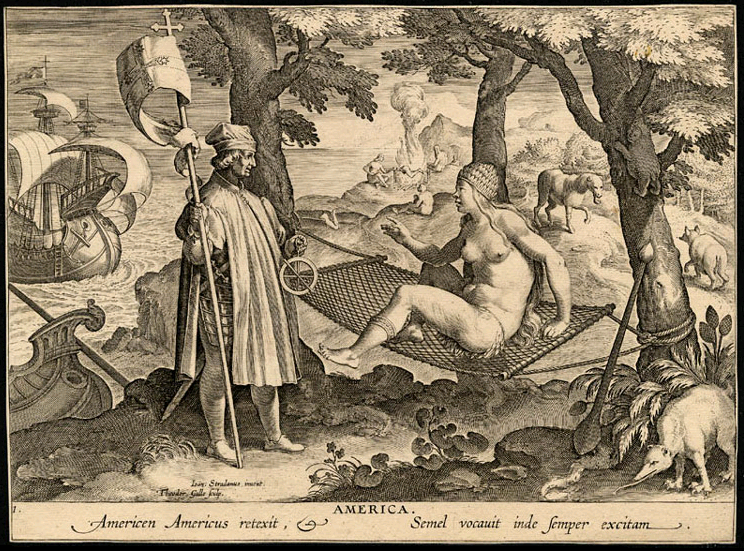
Allegoria dell'America da Giovanni Stradano

Allievo del padre Philips Galle, completò la sua istruzione ed iniziò la sua attività a Roma, dove era giunto assieme al fratello Cornelis e dove realizzò incisioni da propri disegni di antiche statue, monete e gioielli. Ritornato ad Anversa intorno al 1595, sposò Catharina Moerentorff, figlia di Jan Moretus, editore d'Anversa, e di Maertine Plantijn. Nello stesso anno divenne membro della locale Corporazione di San Luca, e, nel 1609, decano. Alla morte del padre, nel 1612, prese in mano la direzione della case editrice e della bottega di famiglia, una delle principali di Anversa, che fu fondata dal padre. Molte delle illustrazioni di libri prodotte dalla casa editrice Galle venivano poi ristampate dagli editori Moretus e Plantijn.
Theodoor Galle si specializzò nella rappresentazione di soggetti storici e religiosi e nella realizzazione di stampe di devozione. Riprodusse composizioni da Hans Bol, Joannes Stradanus e Peter Paul Rubens, ma fu principalmente un editore e mercante di stampe. Assieme al fratello Cornelis e agli altri artisti della sua bottega, appartenne alla prima generazione di incisori che divennero noti solo per quest'attività.
Si formarono alla sua scuola Joannes Galle, Adriaen Millaert e Gillis van Schoor.

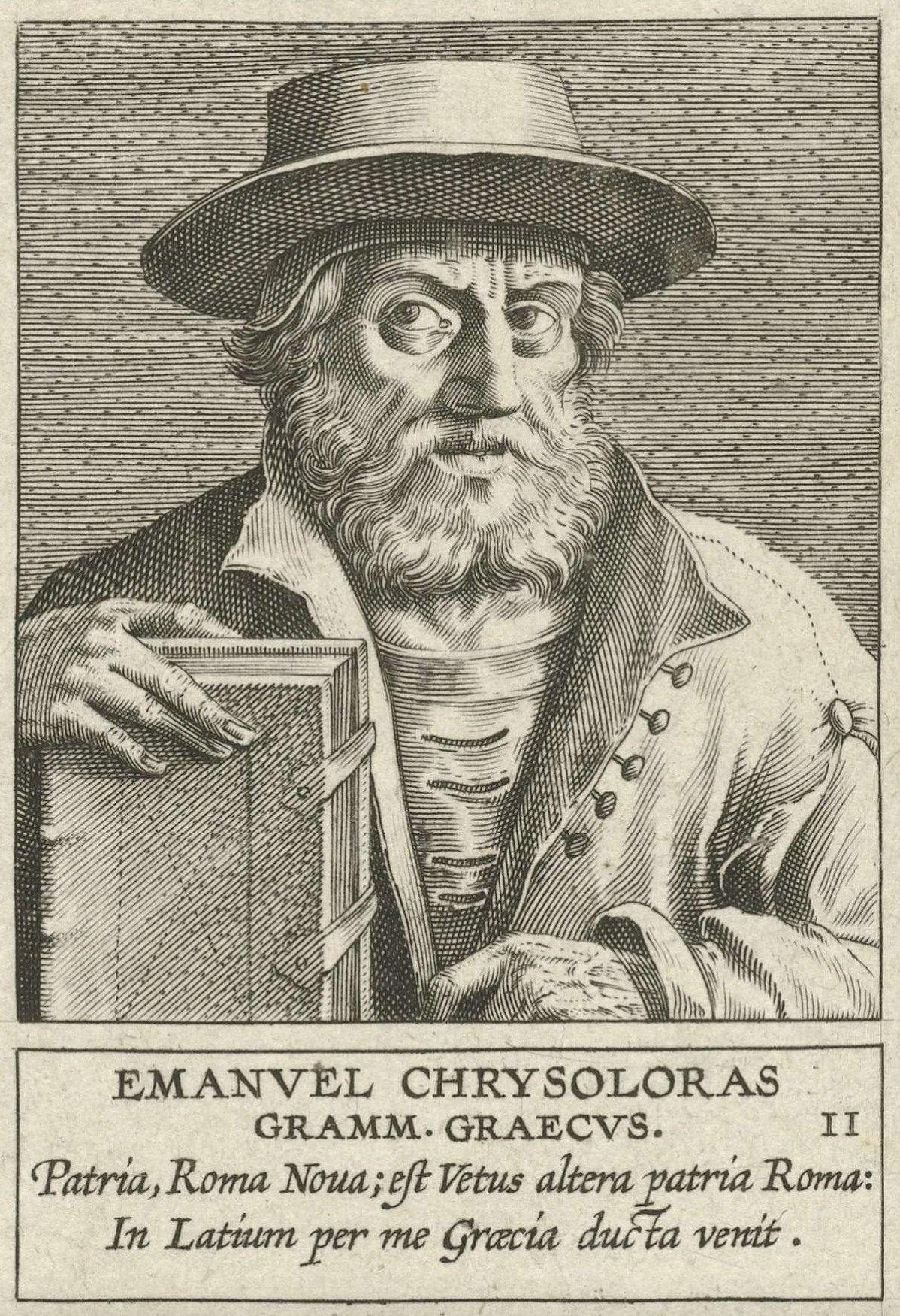
Ritratto di Manuel Chrysoloras

## Opere
- Occasio arrepta, neglecta, incisione da Joannes David, 1605[3]
- Allegoria dell'America, incisione da Giovanni Stradano, 19,8 × 26,7 cm, 1575-1580
- Ritratto di Manuel Chrysoloras, incisione
- La Morte - Giudizio Universale, incisione da Ambrosius Francken I, prima del 1619[4]
- Ritratto di Hieronymus Bosch, incisione di Cornelis Cort, poesia di Dominicus Lampsonius[5]
- Ritratto del cardinale Pompeo Colonna[6]
- Le quattro età dell'uomo, incisione da Ambrosius Francken I, prima del 1619[7]
- Le quattro età dell'uomo, incisione di Hieronymus Wierix da Ambrosius Francken I, prima del 1619[8]
- Il carro trionfale del mondo, incisione da Maarten van Heemskerck, 1564[9]
- Copertina del libro Variae architecturae formae di Hans Vredeman de Vries, incisione di Theodoor Galle, 1601, Monastero visitazionista, Varsavia[10]
- Copertina del libro Hortorum viridariorumque elegantes et multiplicis formae, ad architectonicae artis normam affabre delineatae di Hans Vredeman de Vries, incisione di Theodoor Galle, 1583, Monastero visitazionista, Varsavia[11]